# متلازمة الانفصال
متلازمة الانفصال هي مصطلح عام مستخدم لوصف مجموعة من الأعراض العصبية الناجمة عن تلف محاوير المادة البيضاء – بسبب آفة في الألياف العصبية الترابطية أو الصوارية – المسؤولة عن مسارات التواصل في المخ (لا ينبغي الخلط بينه وبين المخيخ)، بشكل مستقل عن أي آفة في القشرة المخية. يمكن التنبؤ بشكل نسبي بالتأثيرات السلوكية الناجمة عن مثل هذه الانفصالات لدى البالغين. تعكس متلازمات الانفصال عادة  قدرة المنطقتين «إيه» و«بي» على الاحتفاظ بجميع تخصصاتها الوظيفية ما عدا تلك المعتمدة على الترابط بين هاتين المنطقتين. 
تُعد متلازمة الجسم الثفني، أو الدماغ المنشطر، إحدى الأمثلة البارزة على متلازمة الانفصال الناجمة عن تلف الجسم الثفني بين نصفي الكرة المخية في الدماغ. قد تؤدي متلازمة الانفصال أيضًا إلى تطور الحبسة، وتعذر الأداء يساري الجانب، والحبسة اللمسية وغيرها من الأعراض الأخرى. تشمل أنواع متلازمات الانفصال الأخرى كلًا من الحبسة التوصيلية (التي تنشأ عن آفة في السبيل الرابط بين باحتي بروكا وفيرنيكه)، والعمه، وتعذر الأداء، وتعذر القراءة البحت وغيرها.

## الانفصال الحسي الحركي
يؤثر الانفصال بين نصفي الكرة المخية على السلوكيات المتعلقة بالأجهزة الحسية الحركية. تشمل الأجهزة المتأثرة ما يلي:
- الشم – لا يتصالب جهاز الشم بشكل مشابه للحواس الأخرى بين نصفي الكرة المخية، ما يشير إلى وصول المدخلات اليسرى إلى نصف الكرة المخية الأيسر والمدخلات اليمنى إلى نصف الكرة المخية الأيمن. تتحكم ألياف الصوار الأمامي بالمناطق الشمية في كل نصف كرة مخية. يفشل المريض المفتقر للصوار الأمامي في تسمية الروائح التي تدخل المنخر الأيمن أو استخدام اليد اليمنى لالتقاط الغرض الموافق للرائحة نظرًا إلى انفصال نصف الكرة المخية الأيسر، المسؤول عن اللغة والتحكم في اليد اليمنى، عن المعلومات الحسية.[5]
- الرؤية – تنتقل المعلومات الواردة من أحد الحقلين البصريين إلى نصف الكرة المخية للجانب المقابل. نتيجة لذلك، تتعرض المعلومات البصرية المعروضة في الحقل البصري الأيسر والمنتقلة إلى نصف الكرة المخية الأيمن للانفصال عن المخرجات اللفظية لدى المرضى الخاضعين لبضع الصوار، لأن نصف الكرة المخية الأيسر مسؤول عن الكلام.
- الجهاز الحسي الجسدي – تصبح الوظائف الحسية الجسدية للجانبين الأيمن والأيسر من الجسم مستقلة عند انفصال نصفي الكرة المخية. على سبيل المثال، عند وضع شيء ما على اليد اليسرى للمريض معصوب العينين الذي يعاني من انفصال نصفي الكرة المخية، تستطيع اليد اليسرى تمييز الغرض من بين مجموعة من الأشياء الأخرى ومن ثم التقاطه بينما تفشل اليد اليمنى في ذلك.[6]
- السمع – على الرغم من انتقال معظم المدخلات الواردة من إحدى الأذنين عبر نفس الأذن، تتلقى الأذن المقابلة بدورها بعض هذه المدخلات. نتيجة لذلك، تنخفض التأثيرات الناجمة عن الانفصال في جهاز السمع مقارنة بغيره من الأجهزة. مع ذلك، أشارت بعض الدراسات إلى انعدام قدرة الفرد على السمع من اليسار أو اقتصار السمع على اليمين عند تعرضه لانفصال نصفي الكرة المخية.
- الحركة – قد يتطور تعذر الأداء والعجز عن الكتابة نظرًا إلى تثبيط الاستجابة لأي توجيهات لفظية عبر الحركة أو الكتابة في اليد اليسرى نتيجة عدم قدرة اليد اليسرى على تلقي هذه التوجيهات من نصف الكرة المخية الأيمن.